# Jurij Owczinnikow
Jurij Anatoljewicz Owczinnikow (ros. Юрий Анатольевич Овчинников, ur. 2 sierpnia 1934 w Moskwie, zm. 17 lutego 1988 tamże) – radziecki i rosyjski biochemik, akademik Akademii Nauk ZSRR.

## Życiorys
Był synem inżyniera lotnictwa, który w 1942 został aresztowany pod zarzutem zdrady ojczyzny i antyradzieckiej agitacji i rozstrzelany (pośmiertnie zrehabilitowany w 1957). Dzieciństwo spędził wraz z matką i rodzeństwem na Syberii, w 1952 ukończył ze złotym medalem szkołę średnią w Krasnojarsku. Następnie studiował na Wydziale Chemii Moskiewskiego Uniwersytetu Państwowego, po ukończeniu studiów w 1957 został tam aspirantem, od 1960 pracował w Instytucie Chemii Związków Naturalnych Akademii Nauk ZSRR (w 1974 przemianowanym na Instytut Chemii Bioorganicznej im. Szemiakina) jako młodszy i następnie starszy pracownik naukowy. W 1961 obronił pracę kandydacką, w 1966 został doktorem nauk chemicznych. W 1970 został dyrektorem instytutu, pozostając na tym stanowisku przez 18 lat. Od 1972 był profesorem Moskiewskiego Uniwersytetu Państwowego, na którym kierował laboratorium chemii białka Instytutu Białka Akademii Nauk ZSRR. Od 1970 był członkiem rzeczywistym Akademii Nauk ZSRR, której w 1974 został wiceprezesem. Opublikował ponad 500 prac naukowych.
Należał do KPZR, w 1976 został członkiem Centralnej Komisji Rewizyjnej KPZR. Od 1975 do 1988 był deputowanym do Rady Najwyższej RFSRR, w 1978 wszedł w skład jej Prezydium.
Był członkiem Europejskiej Akademii Nauki, Sztuki i Literatury (Francja, 1980), Światowej Akademii Nauki i Literatury (Szwecja, 1985), Międzynarodowego Instytutu Fizyki i Chemii (Belgia, 1977), członkiem honorowym Niemieckiej Akademii Przyrodniczej Leopoldina (NRD, 1973), członkiem zagranicznym Akademii Nauk NRD (1976), Bułgarskiej Akademii Nauk (1976), Czechosłowackiej Akademii Nauk (1980), Indyjskiej Narodowej Akademii Nauk (1981), Akademii Nauk Węgier (1983), Królewskiej Akademii Nauk Ścisłych, Fizycznych i Przyrodniczych (Hiszpania, 1983), Szwedzkiej Królewskiej Akademii Nauk Inżynieryjnych (1985), Serbskiej Akademii Nauk i Sztuk (1985), Akademii Nauk Rolniczych NRD (1986) i Barcelońskiej Akademii Nauk i Sztuk (Hiszpania, 1985).
Był także doktorem honoris causa Uniwersytetu Gdańskiego (29 grudnia 1977) oraz uniwersytetów i instytutów we Francji, Szwecji, Bułgarii, Hiszpanii, Peru i NRD oraz członkiem towarzystw naukowych Japonii, USA, Jugosławii, Kuby i Wielkiej Brytanii. Od 1984 do 1986 stał na czele Federacji Europejskich Towarzystw Biochemicznych.
Zmarł w wieku 53 lat w wyniku choroby. Został pochowany na Cmentarzu Nowodziewiczym.

## Odznaczenia i nagrody
- Medal Sierp i Młot Bohatera Pracy Socjalistycznej (25 czerwca 1981)
- Order Lenina (trzykrotnie, 17 września 1975, 25 czerwca 1981 i 2 sierpnia 1984)
- Nagroda Leninowska (1978)
- Nagroda Państwowa ZSRR (1982)
- Order Cyryla i Metodego I klasy (Ludowa Republika Bułgarii, 1977)
- Order Gwiazdy Polarnej (Mongolska Republika Ludowa, 1982)
- Medal 100-lecia wyzwolenia Bułgarii spod Osmańskiego Jarzma (Ludowa Republika Bułgarii, 1978)